# Спірит (Вісконсин)
Спірит (англ. Spirit) — місто (англ. town) в США, в окрузі Прайс штату Вісконсин. Населення — 292 особи (2020).

## Демографія
Згідно з переписом 2010 року, у місті мешкало 277 осіб у 123 домогосподарствах у складі 84 родин. Було 294 помешкання
Расовий склад населення:
| - 94,9 % — білих - 1,1 % — вихідців з тихоокеанських островів - 0,4 % — корінних американців - 2,9 % — осіб інших рас |

До двох чи більше рас належало 0,7 %. Частка іспаномовних становила 3,2 % від усіх жителів.
За віковим діапазоном населення розподілялося таким чином: 17,3 % — особи молодші 18 років, 58,2 % — особи у віці 18—64 років, 24,5 % — особи у віці 65 років та старші. Медіана віку мешканця становила 52,7 року. На 100 осіб жіночої статі у місті припадало 106,7 чоловіків;  на 100 жінок у віці від 18 років та старших — 112,0 чоловіків також старших 18 років.
Середній дохід на одне домашнє господарство  становив 60 050 доларів США (медіана — 51 042), а середній дохід на одну сім'ю — 65 148 доларів (медіана — 53 958). За межею бідності перебувало 6,0 % осіб, у тому числі 10,5 % дітей у віці до 18 років та 3,3 % осіб у віці 65 років та старших.
Цивільне працевлаштоване населення становило 98 осіб. Основні галузі зайнятості: виробництво — 22,4 %, сільське господарство, лісництво, риболовля — 15,3 %, освіта, охорона здоров'я та соціальна допомога — 12,2 %, фінанси, страхування та нерухомість — 9,2 %.